# 布里斯·桑巴
布里斯·桑巴（法語：Brice Samba，1994年4月25日—）是一名法國職業足球運動員，現效力於法甲球會雷恩，法國國家隊成員。

## 榮譽
諾丁漢森林
- 英格蘭足球冠軍聯賽附加賽冠軍 : 2022[3]

### 個人
- 法甲年度最佳守門員 : 2022–23[4]

## 外部連結
- Brice Samba at Eurosport